# 日産・リーフ

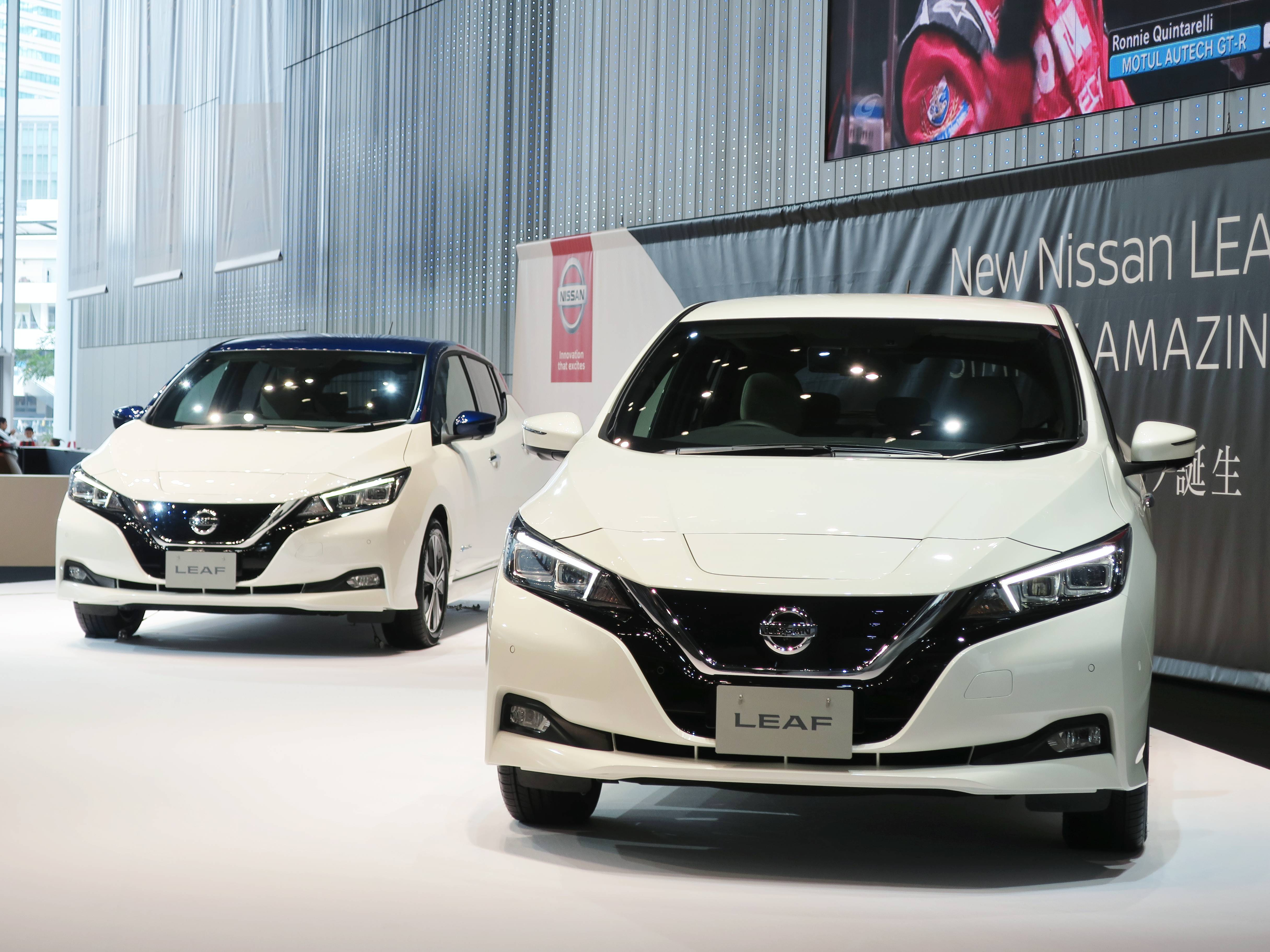
2代目 ZE1型 リーフ

リーフ（LEAF）とは、日産自動車が2010年12月から販売しているCセグメントクラスに属する5ドアハッチバック型の二次電池式電気自動車（BEV）である。
5人乗りの登録自動車として世界初の量産電気自動車であり、2019年にはEVとして史上初の累計販売台数40万台を達成している。
キャッチコピーは、「新しいあたりまえを、あなたへ。」

## 概説
2010年12月より日本及びアメリカ合衆国で販売が開始され、他にも欧州市場、中国市場などに投入されている。
2017年9月6日に、2代目へのフルモデルチェンジを発表した。型式のZEはZero Emissonの頭文字である。
電気自動車の日本を含む世界での一般家庭への普及の先駆車で、以降日産は各ジャンルで電気自動車をラインナップすることになった。
発売から10年以上経過しながら、バッテリーが自然発火したことによる火災の事故は1件も報告されていない。

## 初代 ZE0型（2010年 - 2018年）

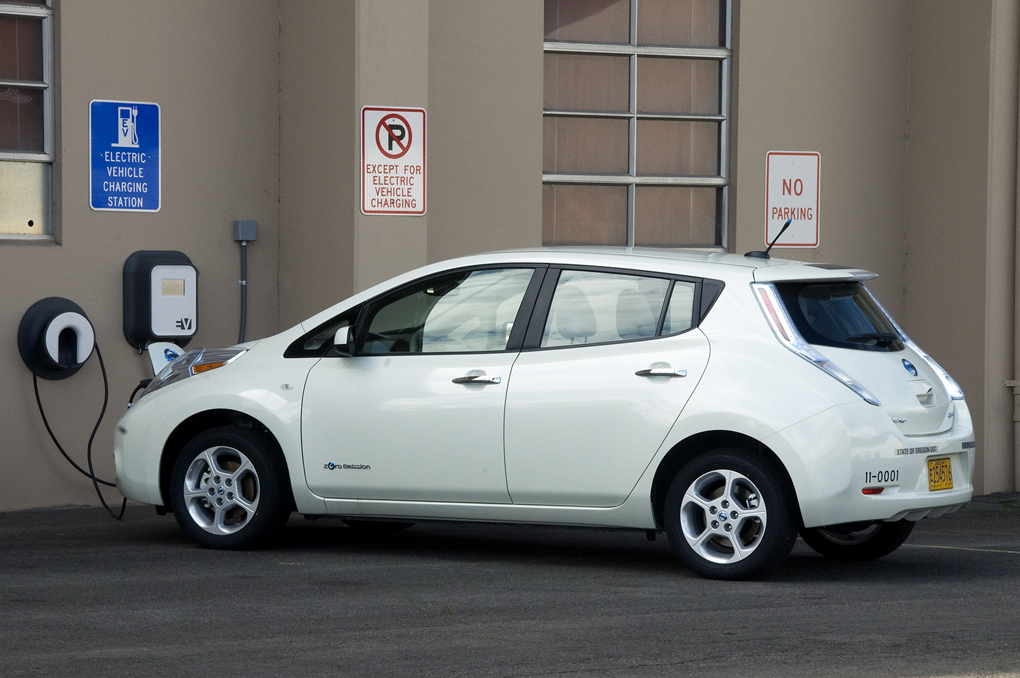
充電中の初代リーフ

2009年8月に発表され、2010年12月に発売となった。日本、アメリカ、ヨーロッパをはじめ、グローバル市場に投入されており、2014年1月には世界累計販売台数10万台を、2015年12月には世界累計販売台数20万台達成している。

## 2代目 ZE1型（2017年 - ）
プラットフォームとフロント左右ドアは先代からの流用。今回のフルモデルチェンジによりバッテリースペースの確保が行われ、40kWh駆動用バッテリーを搭載し、JC08モードで400km、WLTCモードで322kmの航続距離を実現した。また、アクセルペダルのみの操作で、発進、加速、減速、停止保持が可能な「e-Pedal」や、国産車初の本格的自動駐車システムでアクセル、ブレーキ、ハンドル・シフト、パーキングブレーキまでを自動制御する「プロパイロット パーキング」を搭載する。
フルモデルチェンジ当初に予告されていた大容量バッテリー搭載車は、2019年1月に「リーフe+（イープラス）」として公式発表・発売された。62kWhのリチウムイオンバッテリーを搭載、航続距離はJC08モードで570km、WLTCモードで458kmとなり、急速充電時の対応最大出力も100kWに向上した。初代ZE0型同様に2種類のバッテリー容量（と電動機出力）から選択が可能となった。また、「e-パワートレイン」が新たに採用されたことで最高出力160kW、最大トルク340N・mを実現するとともに、加速時間の短縮や最高速度の向上も実現している。そのほか、「e-Pedal」は車両重量の変化に合わせた制御の最適化と後退時の制御見直しが行われた。外観もフロントバンパー下部にブルーのリップスポイラー状のパーツが追加され、充電ポートに「e+」ロゴが配された。日本でのグレード体系は「e+ X」と「e+ G」と「e＋AUTECH」の3グレードが設定される。
2017年9月19日、日産のグローバル生産台数が1億5,000万台を突破し、その1億5,000万台目が本車種であった。

### 年表
- 2017年（平成29年）
  - 6月23日 - 同年フルモデルチェンジを予定している新型「日産リーフ」のティザーキャンペーンを開始すると発表[12]。
  - 9月6日 - フルモデルチェンジ（10月2日発売）[13]。米国、カナダ、ヨーロッパでは、2018年1月よりデリバリーを開始する予定と発表。

- 2018年（平成30年）
  - 1月9日 - 2010年に初代モデルを発売して以降、グローバルで累計約30万台を販売したと発表[14]。米国とカナダは同年1月、欧州へは同年2月初旬にそれぞれデリバリーを開始し、今後60ヶ国以上で販売する予定であることを明らかにした。
  - 4月20日 - 初代モデルからの国内累計販売台数が10万台を突破したと発表[15]。
  - 6月1日 - 特別仕様車「X 10万台記念車」を発売[16]。

「X 10万台記念車」は、リーフの国内累計販売が10万台を超えたことを記念した特別仕様車。「X」をベースに、ベース車ではオプション設定[注 2]されている同一車線運転支援システムプロパイロット、ステアリングスイッチ（メーター・ディスプレイコントロール、オーディオ、ハンズフリーフォン、プロパイロット）、フロント＆バックソナー、踏み間違い衝突防止アシスト、BSW（後側方車両検知警報）、RCTA（後退時車両検知警報）、インテリジェントLI（車線逸脱防止支援システム）、電動パーキングブレーキ、17インチアルミホイール&タイヤ、LEDヘッドランプ（オートレベライザー付、シグネチャーランプ付）を特別装備としている。
  - 7月19日 - 「NISMO」が発表された（7月31日発売）[17]。

外観は「レイヤードダブルウィング」が採用され、アルミホイールは大径化と共に軽量化とホイール表面の空気抵抗の低減が図られた専用18インチに変更。ボディカラーは専用設定となる「スーパーブラック」との2トーンカラー2種を含めた9種展開とした。内装は「NISMO」特有のレッドアクセントに加え、インパネに専用カーボン調フィニッシャーを、全面にアルカンターラに包まれた空間が広がっている。
走行性能ではサスペンションを専用設計に、タイヤは18インチに大径化するとともにハイグリップ仕様に変更。電動パワーステアリングやインテリジェント トレースコントロール（コーナリング安定性向上システム）に専用チューニングが施されたほか、専用チューニングコンピューター（VCM）も搭載された。

- 2019年（平成31年/令和元年）
  - 1月9日 - 62kWhバッテリー搭載車「リーフe+」が発表された（1月23日発売）[18]。また、日本での発売を皮切りに、同年春に米国、同年半ばに欧州での発売が予定されていることもアナウンスされた。
  - 5月23日 - オーテックジャパンが手掛けるカスタムカー「AUTECH」が発表された（6月21日発売）[19]。「AUTECH」はセレナ、ノート、エクストレイルに次いで4車種目の設定となる。

外観はメタル調フィニッシュの専用パーツが採用されたほか、フロントバンパーに専用ブルーのシグネチャーLEDが装備され、サイドシルやリアバンパーには「AUTECH」の特徴であるドッドパターンのフィニッシャーが施された。内装にはシート地にクリスタルスエードとレザレットが採用され、インストパネルには紫檀柄が施され、ダークグレー色をベースにブルーに光るパールがあしらわれた。グレード体系は「X」をベースにした「AUTECH」と、「e+ X」をベースにした「e+ AUTECH」の2グレードが設定される。
  - 7月25日 - 特別仕様車「X Vセレクション」が発売された[20]。

40kWhモデルの「X」をベースに、プロパイロット、インテリジェント アラウンドビューモニター、インテリジェント ルームミラー、BSW、RCTA、インテリジェント LI、インテリジェント DA（ふらつき警報）、17インチタイヤ（215/50R17）&アルミホイール、電動パーキングブレーキ、ステアリングスイッチ（メーター・ディスプレイコントロール、オーディオ、ハンズフリーフォン、プロパイロット）が特別装備された。なお、ベース車に設定されている「プロパイロット パーキング」のオプション選択が不可となる。
  - 12月16日 - マイナーチェンジが発表された（2020年2月発売）[21]。

「プロパイロット」は下り坂での設定速度維持やブレーキ操作が可能になり、ワイパー作動時の範囲拡大などの機能向上を、「プロパイロット パーキング」は車庫入れや前向き駐車の時間短縮を図るため、駐車時の発進や切り返しの際の待ち時間短縮、据え切り（停車状態のままでの操舵）を減らすなど制御が最適化された。さらに、従来のBSWは車線変更時の斜め後方の車両との接触回避をアシストする「インテリジェント BSI（後側方衝突防止支援システム）」へ機能強化され、「G」と「e+ G」に標準装備、「X」と「e+ X」はプロパイロットなどの他の装備とセットでメーカーオプション設定された。そのほか、「S」を除く全グレードに9インチの大画面に表面処理が施されたEV専用NissanConnectナビゲーションシステム（地デジ内蔵）が標準装備され、全グレードのアンテナがシャークフィンアンテナに変更。
ボディカラーの設定が変更され、モノトーンは特別塗装色において赤系の「ラディアントレッドパールメタリック」を「ガーネットレッドカラークリアパール」に入れ替えるとともに、「スプリングライトグリーンチタンメタリック」と「タンジェリンオレンジパールメタリック」が廃止され6色に整理、2トーンカラー（特別塗装色）は「ラディアントレッドパールメタリック/スーパーブラック 2トーン」を「ガーネットレッドカラークリアパール/スーパーブラック 2トーン」に入れ替え、「チャイナブルーメタリック/スーパーブラック 2トーン」を廃止。「プレミアムコロナオレンジパールメタリック[注 3]/スーパーブラック 2トーン」、日本国内の日産車で初設定となる「ビビットブルーメタリック/スーパーブラック 2トーン」、新規色の「ステルスグレーパール/スーパーブラック 2トーン」の3種が追加され、8種に拡大した。
なお、特別仕様車「X Vセレクション」はBSWをインテリジェント BSIに機能強化するなどベースグレードに準じた改良を受け、継続販売される。併せて、オーテックジャパン扱いのカスタムカー「AUTECH」もマイナーチェンジされ、ベース車に準じた改良が行われるとともに、ボディカラーには、「AUTECH」専用色として「オーロラフレアブルーパールパール/スーバーブラック 2トーン（特別塗装色）」が新たに設定された。

- 2020年（令和2年）
  - 1月16日 - 「AUTECH」に「プレミアムパーソナライゼーションプログラム」を設定することが発表された（2020年2月発売）[22]。本プログラムを設定した場合、シートの素材が本革に変更され、シートカラーをストーンホワイト・ブラウン・ブラックの3色から選択可能とした。また、SRSサイドエアバッグが装備されない替わりに、後席クッションヒーター（寒冷地仕様）が追加装備される。なお、オーテックジャパンの職人によって手作業で仕立てるため、完全受注生産となる。
  - 7月20日 - 「NISMO」が性能向上された[23]。

欧州テイストのクイックなステアリングレシオの採用、サスペンションのスプリング、ショックアブソーバー、バンパーラバーへのチューニング、VDC制御ロジックの更なる緻密な見直しによるトータルチューニングが行われた。併せて、新世代デザインのNISMO専用チューニングRECARO製スポーツシート（ヒーター付）がオプション設定され[注 4]、2019年12月にマイナーチェンジされたリーフ同様に9インチEV専用NissanConnectナビゲーションシステム（地デジ内蔵）が標準装備された。
  - 11月27日 - イタリア日産が、リーフを52台、イタリアの国家憲兵隊「カラビニエリ」のパトロールカーとして供給したと発表する[24]。
  - 12月3日 - 当月をもって「リーフ」が誕生10周年を迎えた[25]。この日、この話題に合わせて、グローバル累計販売台数が50万台を達成したことも発表される[25]。

- 2021年（令和3年）4月19日 - 一部仕様向上が発表された（同年夏発売）[26]。

ボディカラーが一部変更され、2トーンカラー（特別塗装色）の「サンライトイエローパール/スーパーブラック 2トーン」と「プレミアムホライズンオレンジパールメタリック/スーパーブラック 2トーン」と入れ替えで「バーガンディーパールメタリック/スーパーブラック 2トーン」と「暁-アカツキ- サンライズカッパー2コートメタリック/スーパーブラック 2トーン」を追加。同時に、フロントグリルのVモーションをブラックに、フロント・リア・インテリジェントキー・アルミホイールのセンターキャップ・ステアリングホイールの日産CIを2020年7月からの新ブランドロゴに変更。
「S」を除く全グレードではフルオートエアコンにプラズマクラスター技術が搭載され、シートやステアリングは抗菌仕様へ変更された（シートの抗菌仕様は「S」を除く）。
新グレードとして追加された「アーバンクロム」は、「X Vセレクション」と「e+ X」をベースに、フロントグリルを漆黒に、サイドターンランプ付電動格納式リモコンドアミラー（ドアロック連動格納機能付）をブラックに、アルミホイールをダークにそれぞれ変更し、エアコン吹き出し口にシルバーフィニッシャーの加飾が施された。なお、「e+ アーバンクロム」は、ベースグレードからタイヤ・アルミホイールが17インチに拡大され、インテリジェント アラウンドビューモニター、インテリジェント ルームミラー、プロパイロット、インテリジェント BSI、RCTA、インテリジェント LI、インテリジェント DAが標準装備され、パーキングブレーキが電動式となり、プロパイロット パーキングのメーカーオプション設定が不可となる。
オーテックジャパンのカスタムカー「AUTECH」も一部仕様向上され、ベース車同様にフルオートエアコンにプラズマクラスター技術が搭載され、シートやステアリングを抗菌仕様に変更。ボディカラーは2トーン（特別塗装色）はベース車同様に「サンライトイエローパール/スーパーブラック 2トーン」が廃止される替わりに、「ステルスグレーパール/スーパーブラック 2トーン」、「ガーネットレッドカラークリアパール/スーパーブラック 2トーン」を追加、モノトーンは「ブリリアントホワイトパール3コートパール（特別塗装色）」、「スーパーブラック」を追加し、2トーン4種類・モノトーン3色に拡大した。
- 2022年（令和4年）
  - 4月21日 - 一部仕様向上が発表された（同年夏発売）[27]。

CIエンブレムがイルミネーション付となり、フロントグリルやアルミホイールのデザインを変更。ボディカラーはモノトーンはパール系（特別塗装色）はブリリアントホワイトパール3コートパールからピュアホワイトパール3コートパールに、黒系はスーパーブラックからミッドナイトブラックパール（特別塗装色）にそれぞれ入れ替え。2トーン（特別塗装色）はモノトーンの入れ替えに合わせて3種を入れ替えるとともに、オペラモーブメタリック/スーパーブラックを追加して9種に拡大された。機能面ではインテリジェント ルームミラーの解像度をアップした。「NISMO」はバンパー（フロント・リア共）、サイドシルプロテクター、18インチアルミホイールを新世代NISMOのカラーリングに変更された。また、車両本体価格の改定により、40kWモデルは11.6万円、60kWモデルは19.25万円それぞれ値下げされた。グレード体系の整理により、「アーバンクロム」と40kWモデルのエントリーグレード「S」が廃止された。併せて、日産モータースポーツ&カスタマイズのカスタムカー「AUTECH」も一部仕様向上が行われ、ベース車と同等の一部仕様向上並びに車両本体価格の改定に伴う値下げに加え、インテリアをブラック基調に変え、エアコン吹き出し口にシルバーフィニッシャーが採用された。
  - 10月6日 - 同年6月6日から同年6月10日に製造された208台のリコールを国土交通省に届出[28]。バックドアヒンジの一部製作工程で作業指示および検査指示が不適切なため、車体への締結ナットが規定以上の締付トルクで締結されたものがあった。
  - 12月22日 - 一時停止していた注文受付を再開するとともに、世界的な原材料費や物流費などの高騰の影響により価格改定が行われ、グレードにより37.18万円～103.95万円（10%の消費税を含む）値上げされた[29]。

- 2023年（令和5年）12月14日 - 90周年記念車「90th Anniversary」が発売された[30]。

「X Vセレクション」・「e+ X」をベースに、バンパーフィニッシャー（フロント・リア共）をカッパーに、ドアミラーをカッパーストライプが施されたブラックに、17インチアルミホイールをブラックにそれぞれ変更され、シートはクリスタルスエード&レザレットコンビシートに「90th Anniversary」タグが施された専用シートが採用された。「e+ X 90th Anniversary」はインテリジェント アラウンドビューモニター（移動物 検知機能付）、インテリジェント ルームミラー、ステアリングスイッチ、電動パーキングブレーキ、プロパイロット、インテリジェント BSI/BSW、RCTA、インテリジェント LI、インテリジェント DAも合わせて特別装備される。
ボディカラーはモノトーンはブリリアントシルバーメタリックとガーネットレッドカラークリアパールを除く4色、2トーンカラー（特別塗装色）はピュアホワイトパール3コートパール/オーロラフレアブルーパールパール、オペラモーブメタリック/スーパーブラック、暁-アカツキ-サンライズカッパーメタリック/スーパーブラック、ビビッドブルーメタリック/スーパーブラックを除く5色がそれぞれ設定される。
なお、本仕様車の発売に合わせ、カタロググレードと「AUTECH」の40kWhモデルには、6kW普通充電器（車載用）の単体オプションを追加するなど、オプション構成も一部見直された。

## 3代目 （2025年 - ）
以下予定されるスペック(今後仕様変更がある可能性があります)
2025年3月26日、同年中にフルモデルチェンジすることを発表。これまでのハッチバックスタイルからクロスオーバーモデルに一新。EV用の3-in-1パワートレーンを採用し、走行性能が向上する事となった。同年6月17日に正式デビュー、年内に販売開始予定。

## ギャラリー

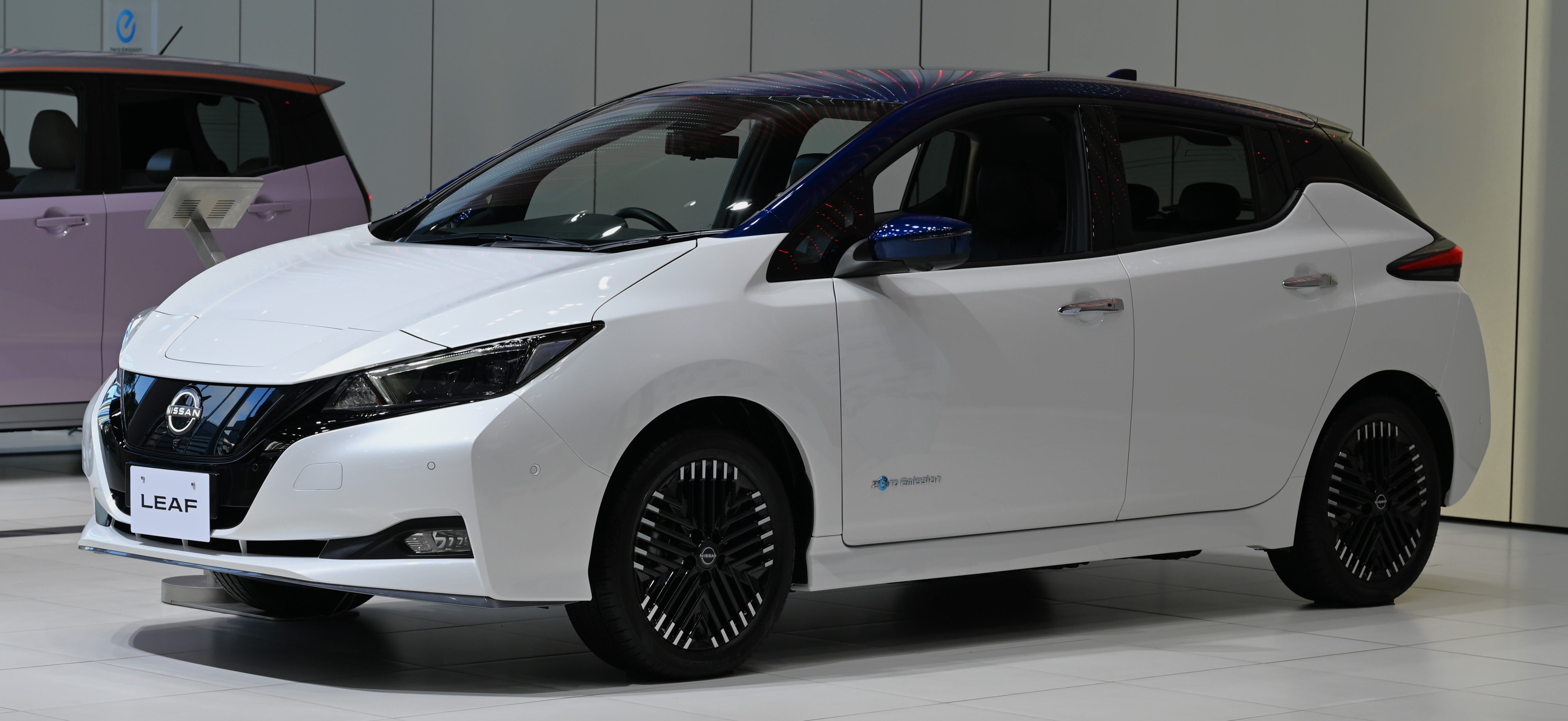
2022年4月改良型e+ G（フロント）
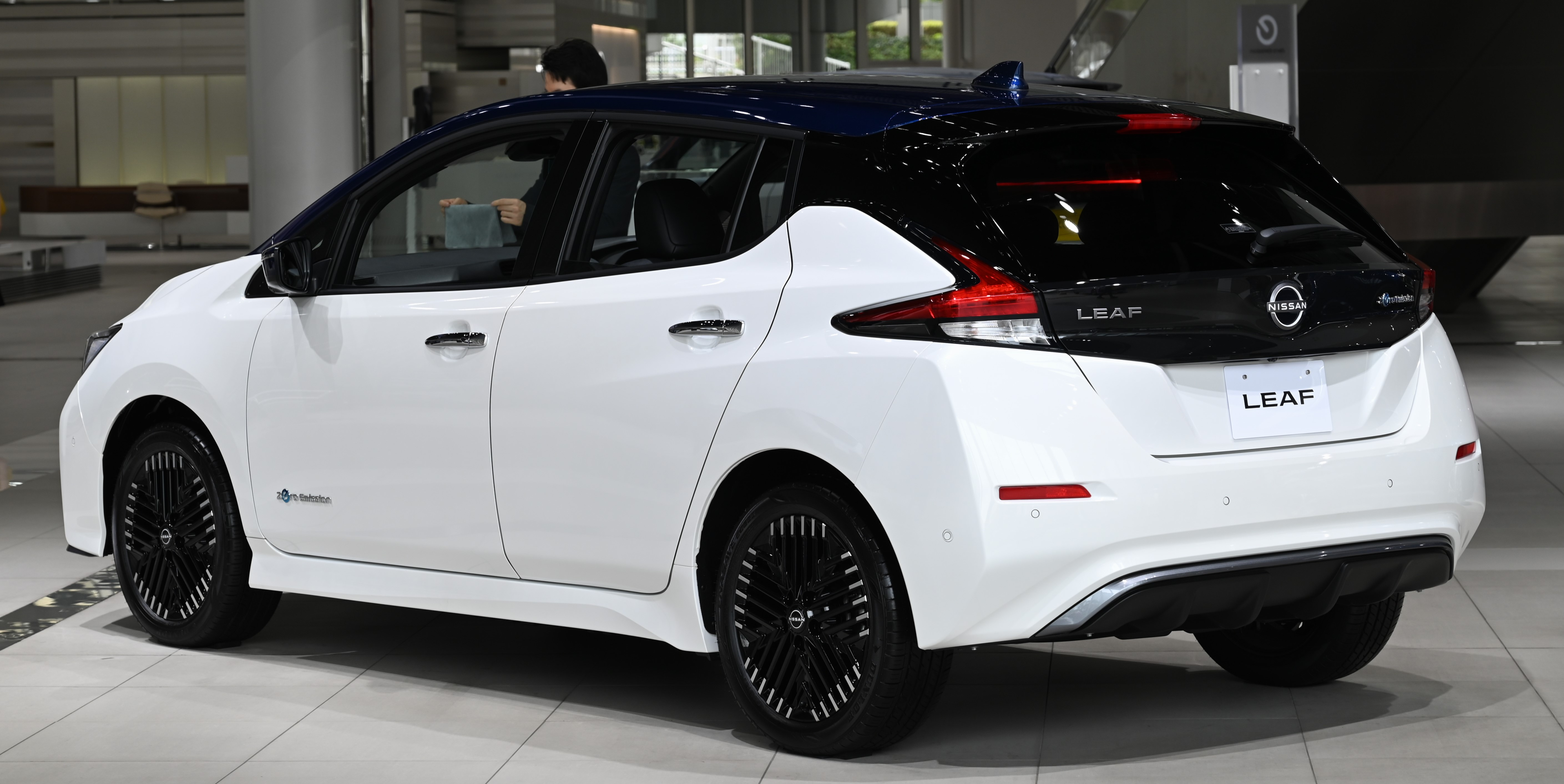
2022年4月改良型e+ G（リア）
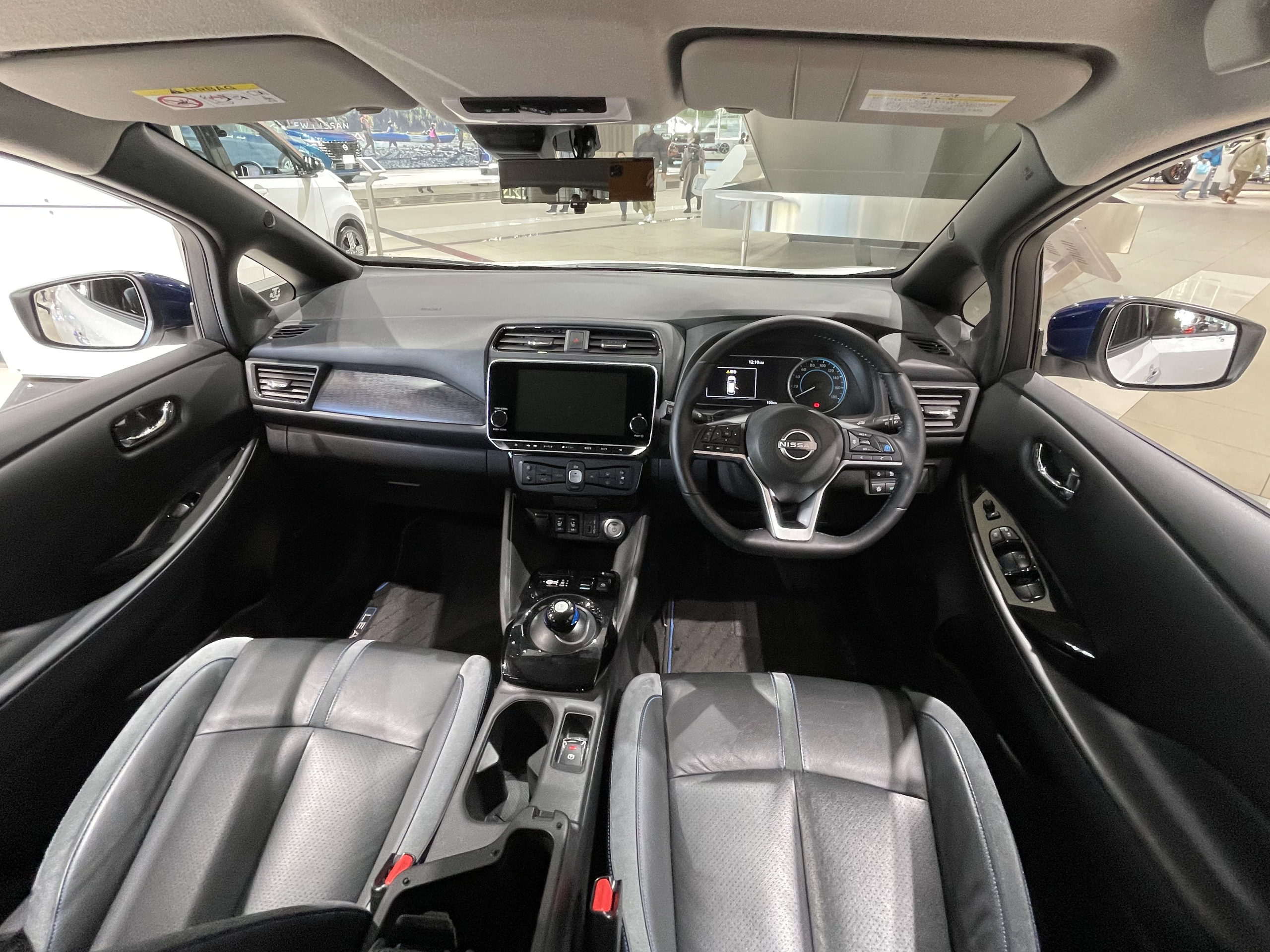
2022年4月改良型e+ G（インテリア）
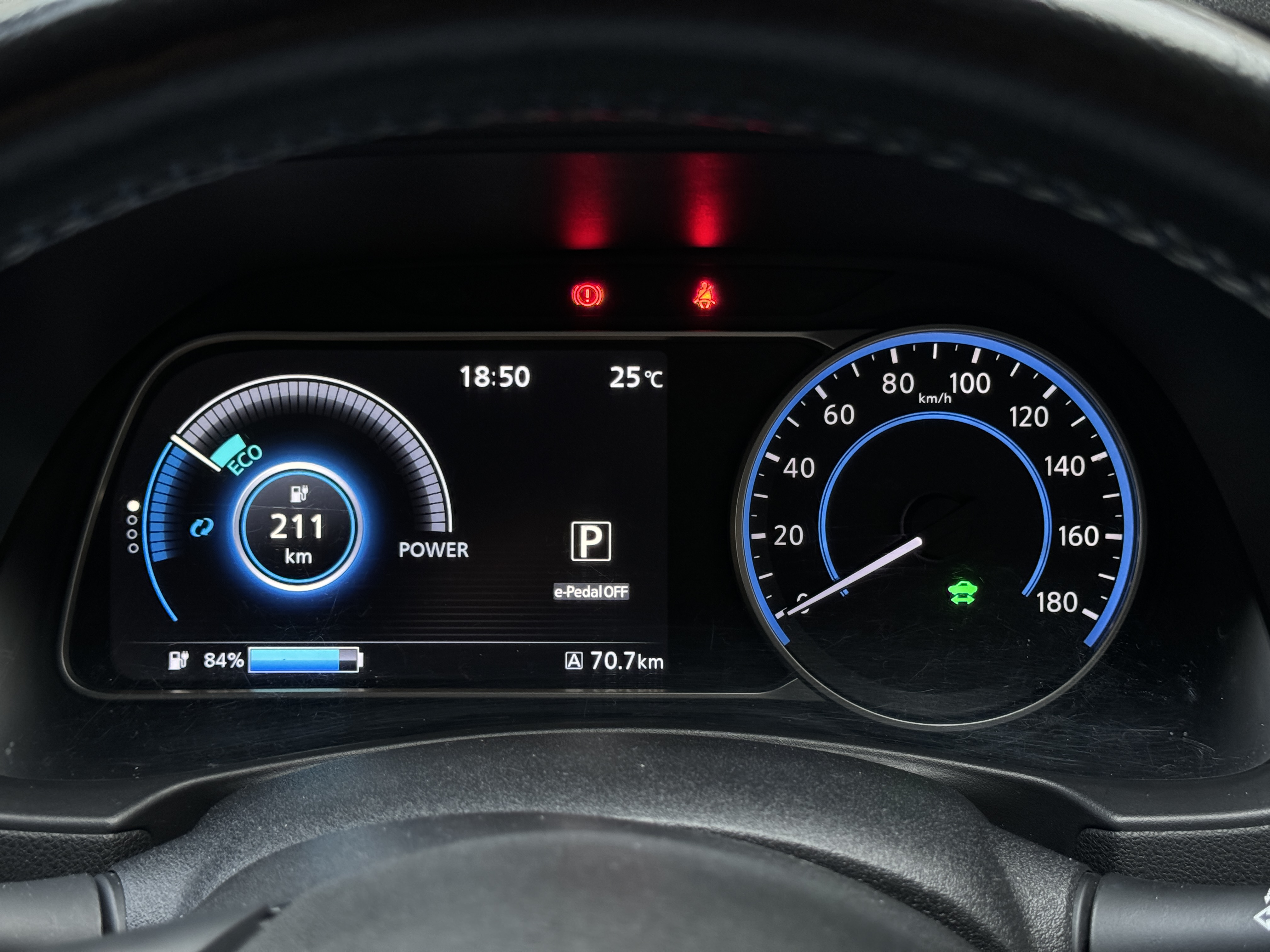
インストルメントパネル
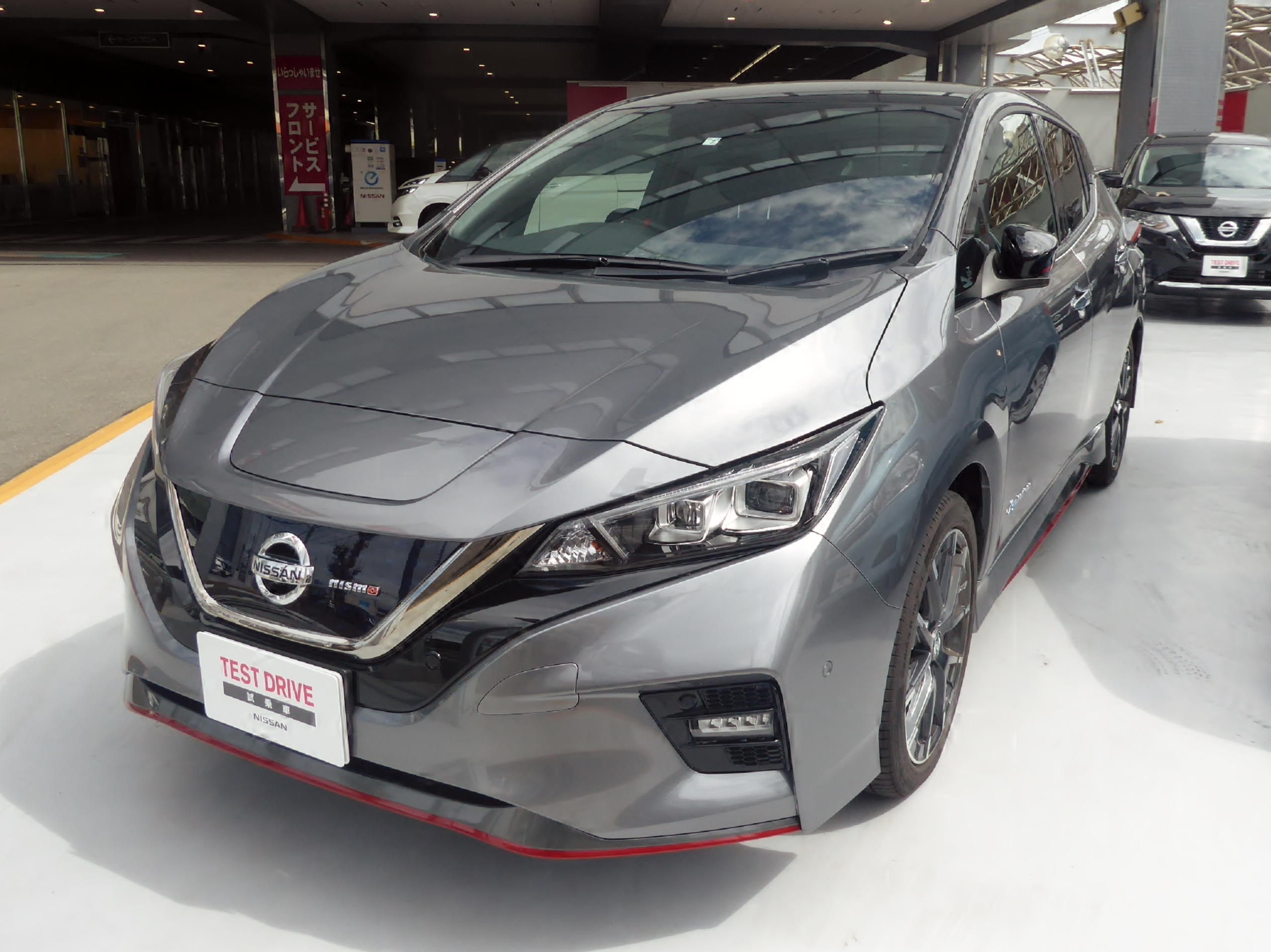
2018年7月発売型NISMO（フロント）
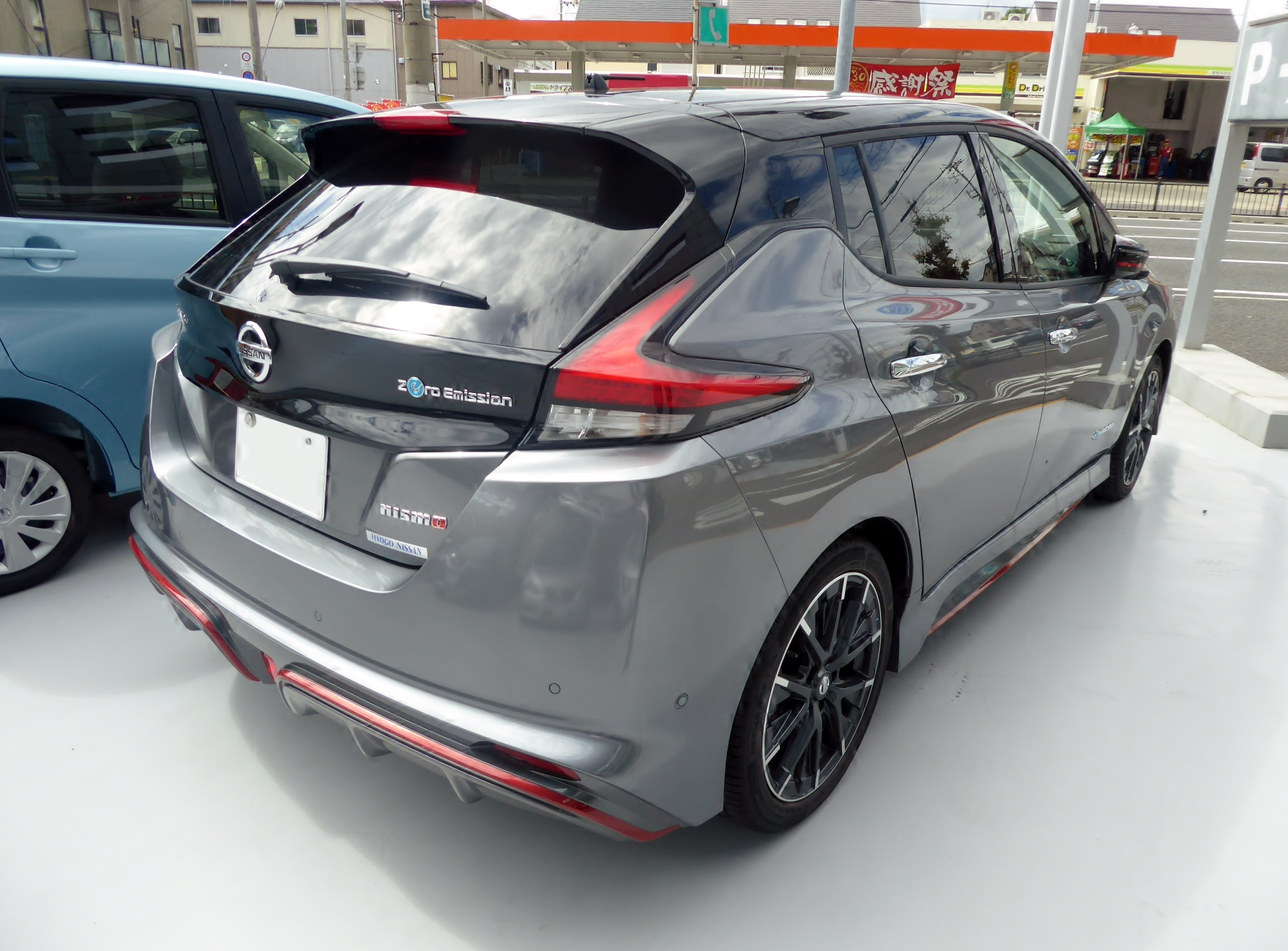
2018年7月発売型NISMO（リア）
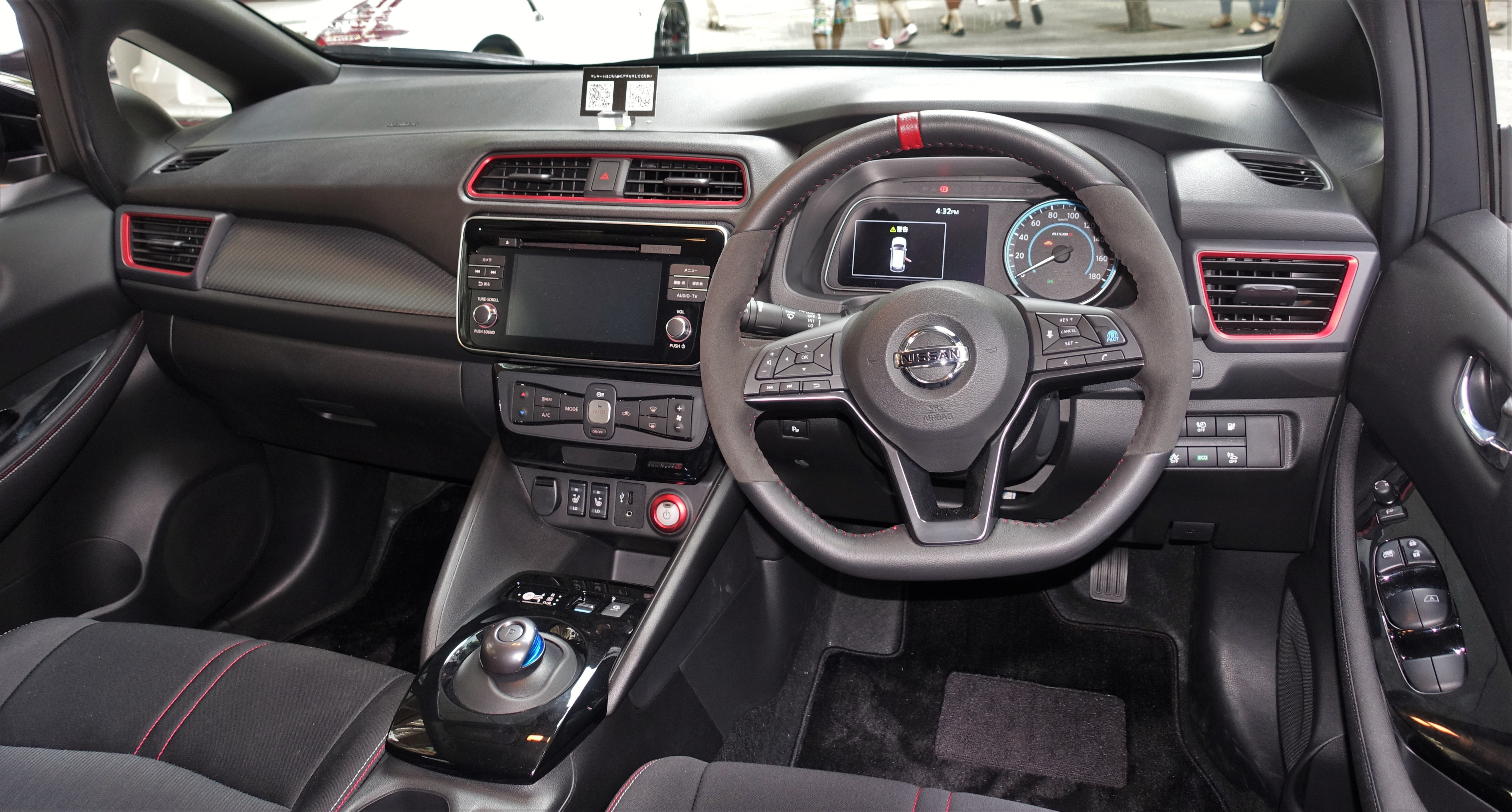
2018年7月発売型NISMO（インテリア）
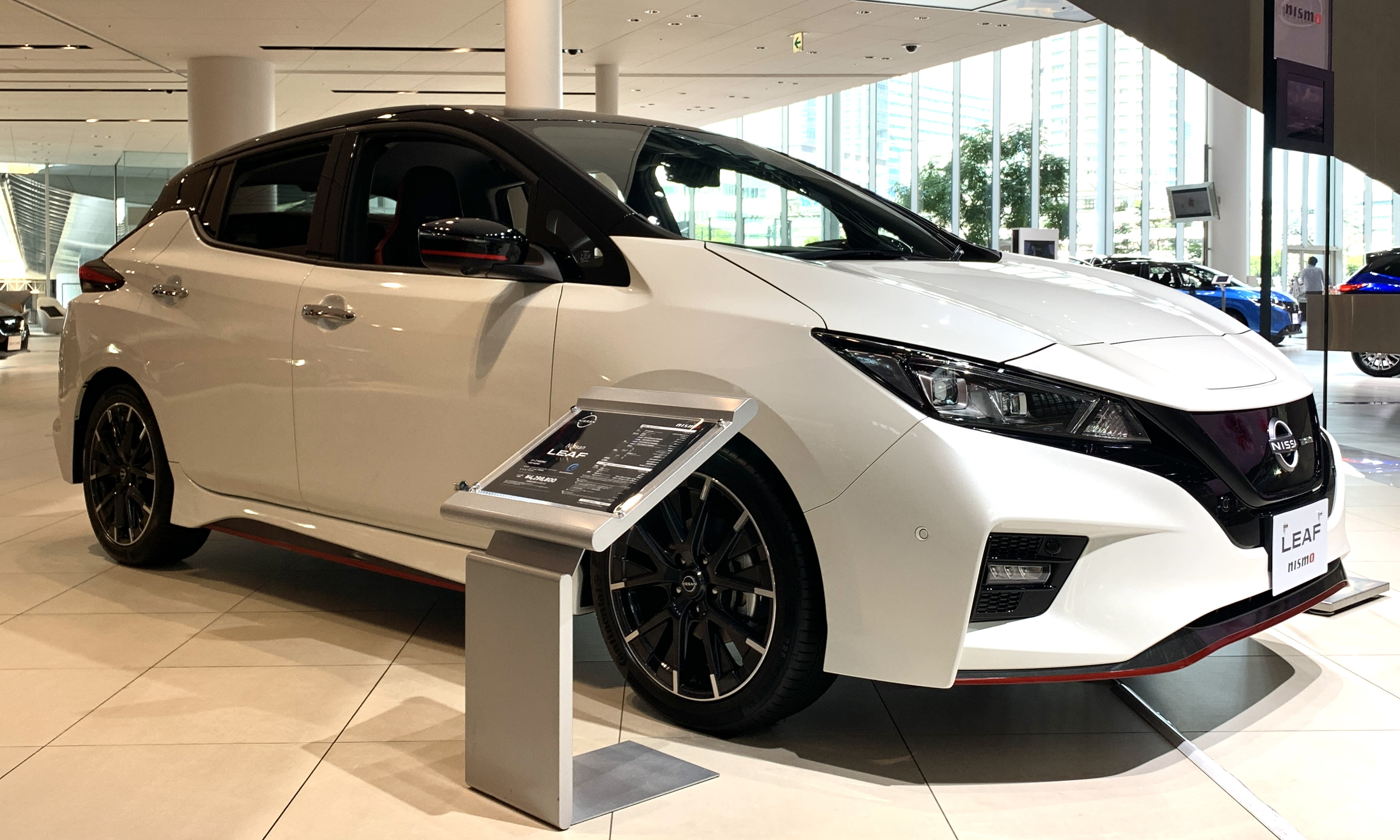
2020年7月改良型NISMO（フロント）
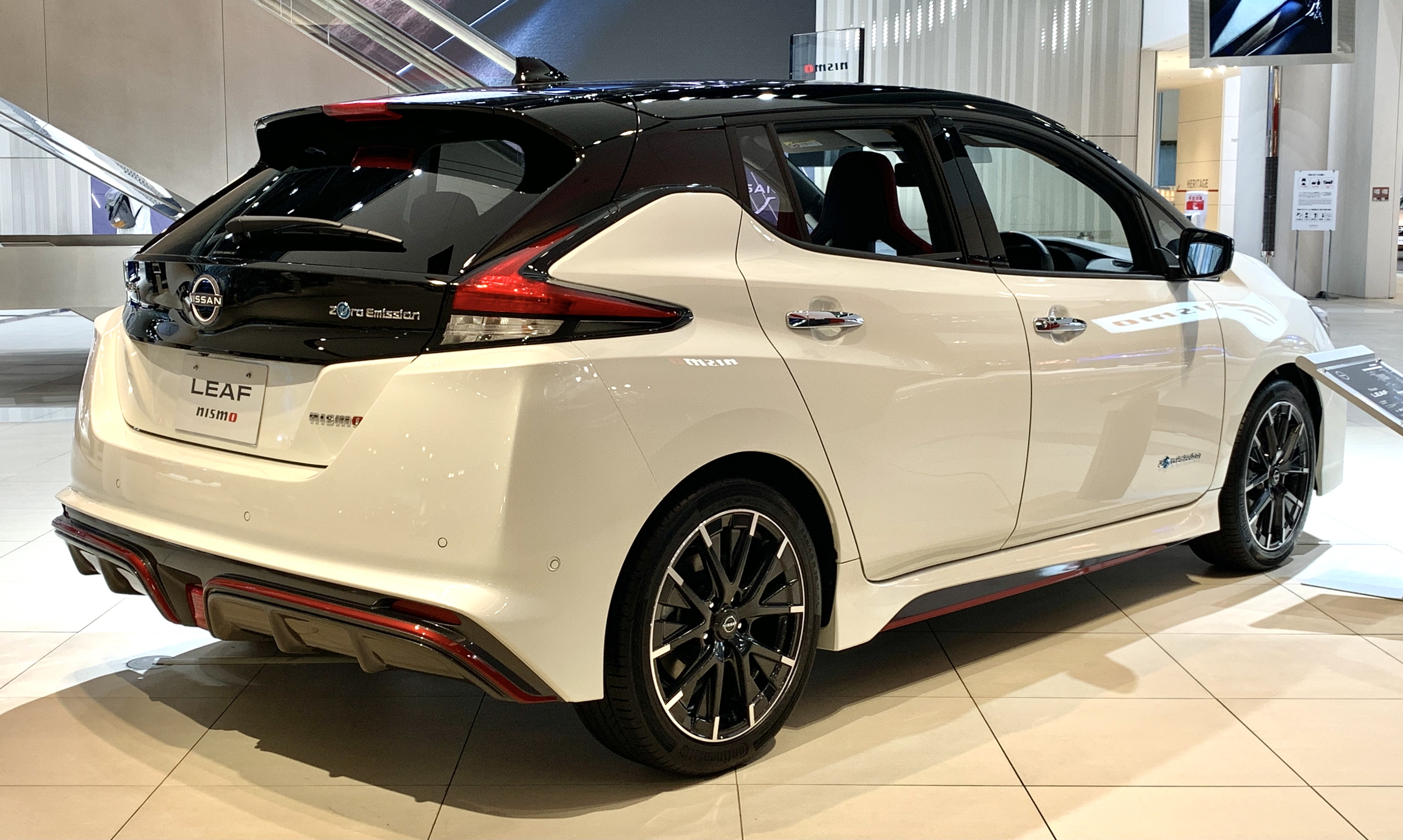
2020年7月改良型NISMO（リア）
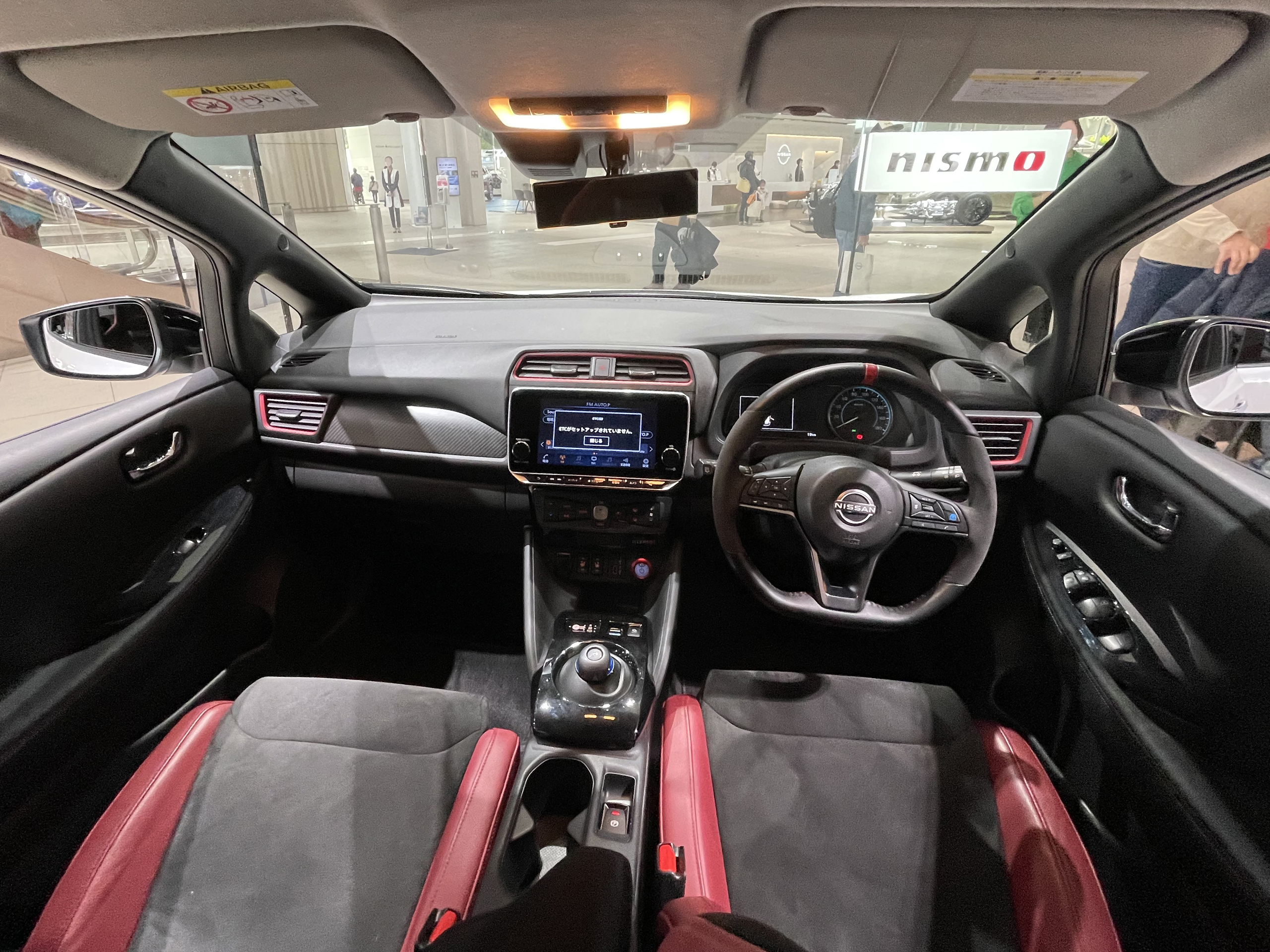
2020年7月改良型NISMO（インテリア）
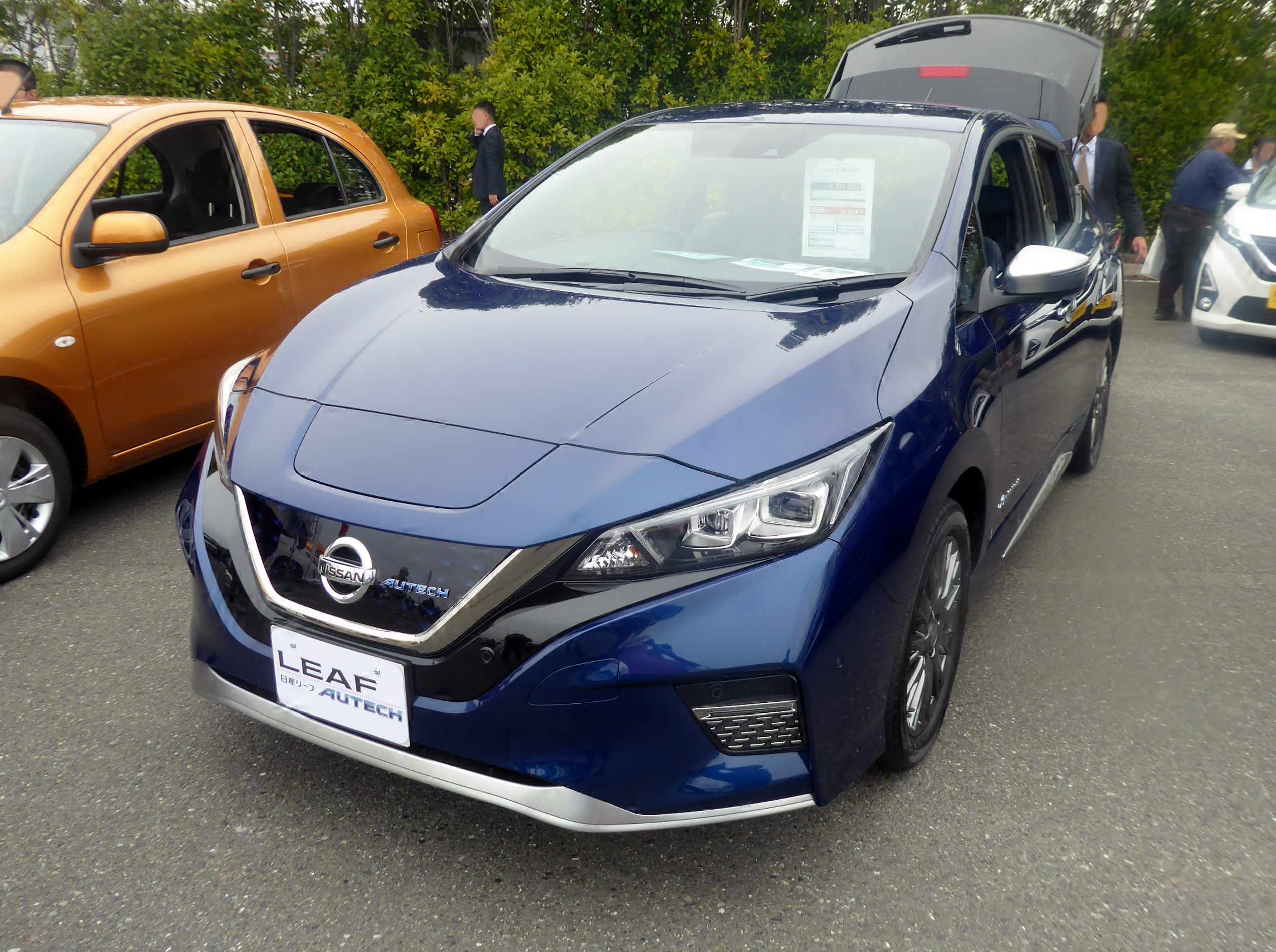
2019年6月発売型e+ AUTECH（フロント）
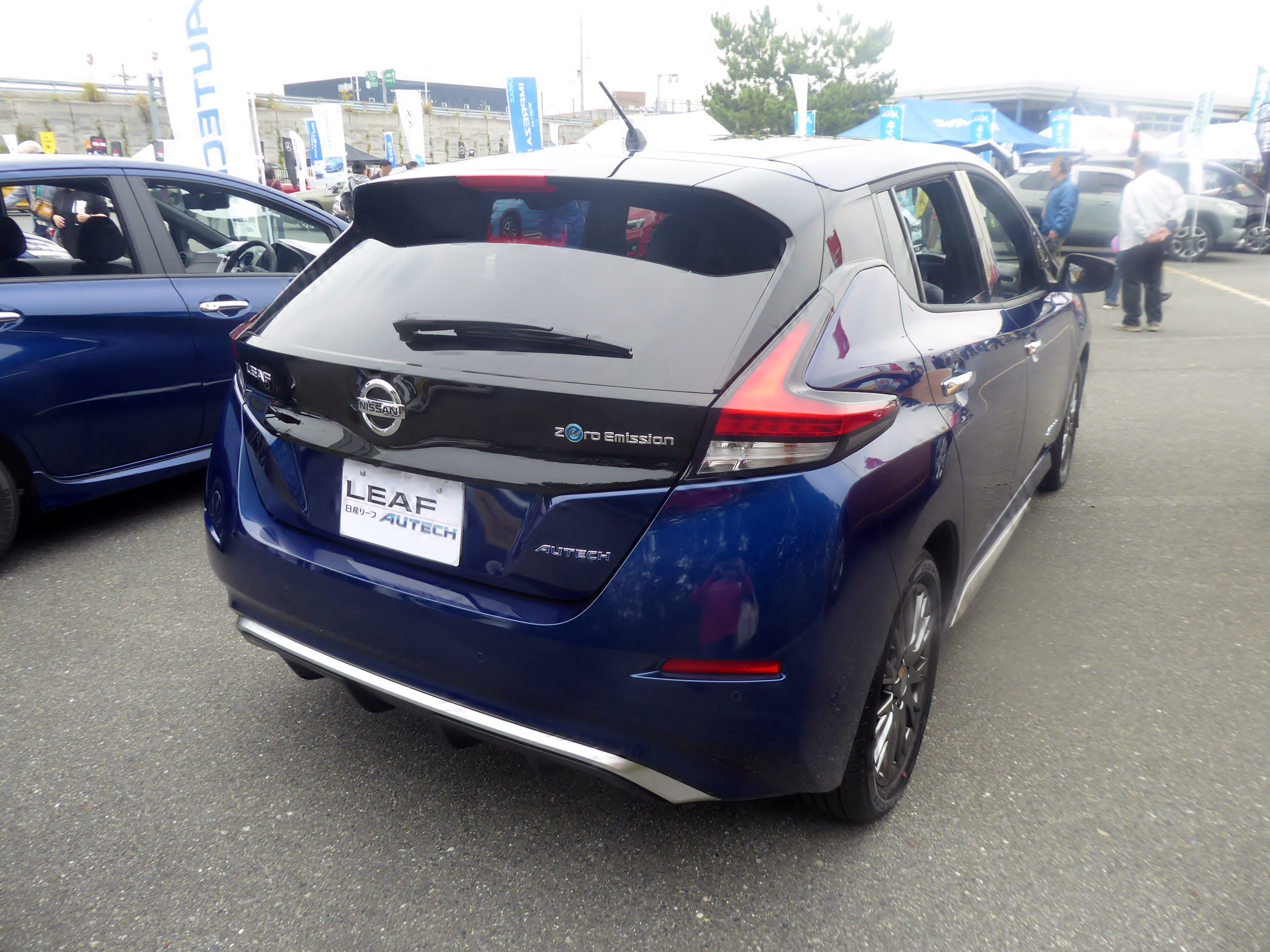
2019年6月発売型e+ AUTECH（リア）
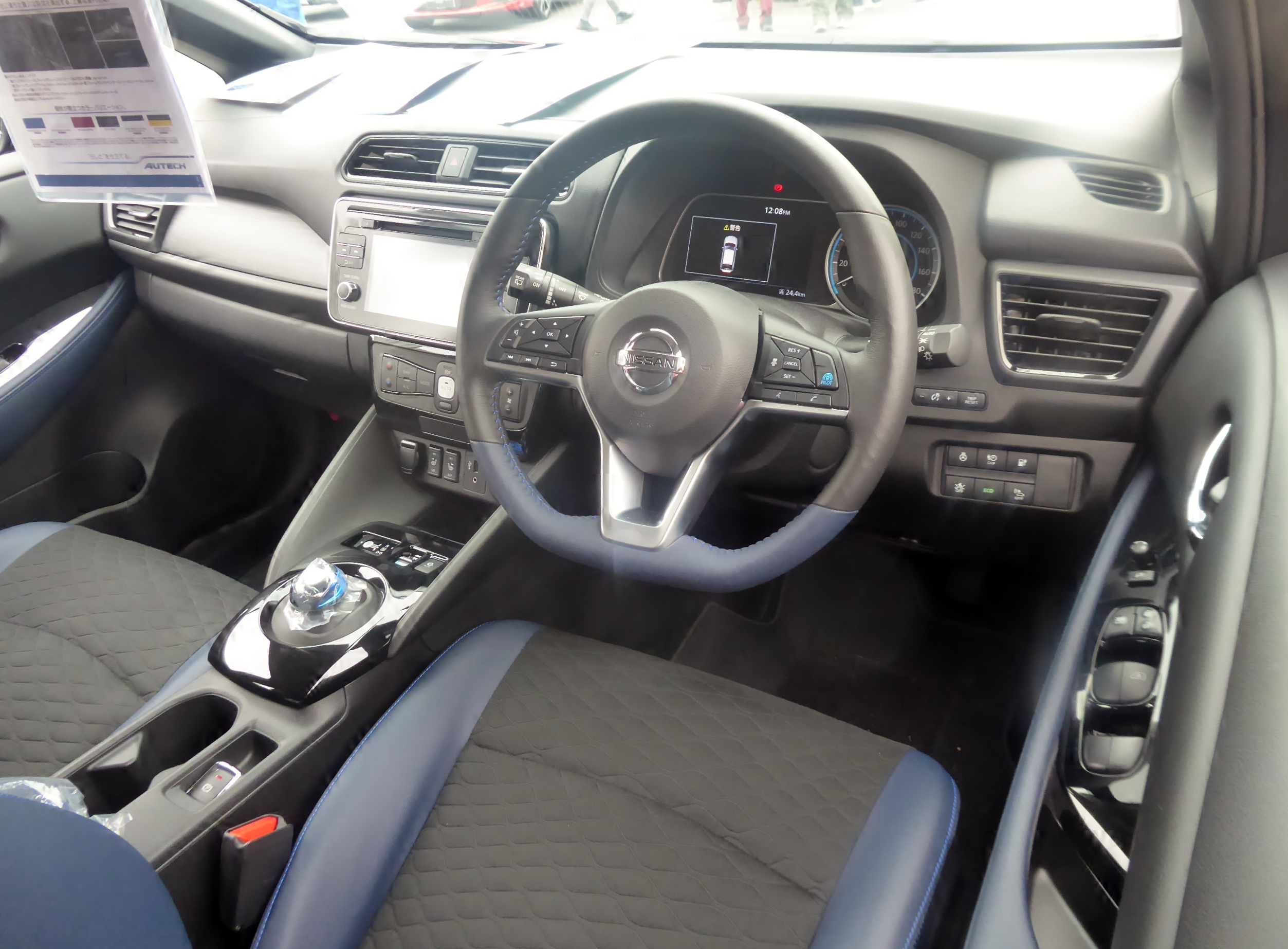
2019年6月発売型e+ AUTECH（インテリア）

## レース仕様
初代ZE0型と同じく、2代目でもプロモーション向けに6台の「リーフNISMO RC」が製造された。2台は日本、2台は北米、2台は欧州に配置され世界各国で活用する予定である。
ZE0型では市販車のモーターやバッテリーをそのまま積んだだけであったが、今回はバッテリーやインバーターなどのパーツは市販車と同じものを使いつつ、モーターを新開発した専用品とし、それをシャシの前後に搭載した。この四輪駆動システムは、出力を4輪それぞれで独立してコントロールしながら瞬時に各輪に伝えることができる。これにより最高速度は220km/h、0-100km/h加速は3.4秒を記録した。しかし、出力が大きい分インバーターなどが発する音をはじめ、車内は市販車と比べて非常にうるさい。また、前後駆動力配分50:50のフル加速モードで松田次生がテスト走行した際は、トルクが大きすぎてタイヤがトルクを吸収できず危険とのことだった。このため、よりハイグリップなタイヤを履いた上で前後駆動力配分を45:55にしたことで、旋回性能を高めつつトルクを活かしたセッティングに変更された。前後駆動力配分は前輪は40～50%、後輪は50～60%の範囲で調節可能であり、ドライバーの特性に合わせて挙動を変更できる。また、出力特性を1～4の4段階で変更できる。
ギヤボックスは市販のレーシングギヤボックスを採用しており、ギヤレシオは6.028、平歯車のLSD付きである。コーナリングについては、ブレーキの回生が強すぎるとスピンしてしまうため、ブレーキを強くかけずにタイヤのグリップとセットで考えて旋回する。また、ESCやABSだけでなく、左右輪の駆動力の差で旋回させるトルクベクタリング機能が備わっていない。これは開発者によると「トルクベクタリングを付けると、高速走行時には急激にヨーが発生しすぎる」ため、結局のところコーナリング時はドライバーの技術に頼ることになる。
ボディの設計についても見直されている。先代は車高は低くてもリア側がスチール製であったためリアヘビーだったが、これをすべてCFRP製のモノコックボディに変更したことで重量バランスを整えたほか、サブフレームは先代よりも25%の軽量化を実現した。ロールケージはスチールのパイプにCFRPを巻いて補強したことで、こちらもサイズと重量を減らすことに貢献した。また、基本的には前後とも共通したパーツを使用し、インバーターは市販品と同じなのでメンテナンスのコスト削減にも繋がっている。さらに、パワートレインを最適な位置に配置することで、シャシーの重量バランスを最適化した。こうした動力源やボディの改良によって、先代のオーバーステア傾向で一旦滑ると制御が難しい挙動を改善した。サスペンションはプッシュロッドのダブルウィッシュボーン式で、インボードマウントされている。
空力特性は、ボディサイズの拡大によってCd値が増えている。計算上はL/D（揚力と抵抗の比）は40%程度改善し、フロント側のダウンフォースも54%増加している。
充電システムは市販車と同じなので、家庭用の充電器でも急速充電が可能である。
デザインはレースカー特有のものでありながら、市販車と共通点が多い。ヘッドライトやVモーショングリル、前後ウィンドウはほぼ同じ形ではあるが、長いボンネットや大型リアウィング、大型フェンダーが特徴的である。

## 車名の由来
車名の「リーフ（LEAF）」は、英語で「葉」を意味する「leaf」が由来となっており、植物の葉が大気を浄化することから車名に選ばれた。アメリカやドイツなどでは「LEAF」という名が他社によって既に商標登録されていたため、それらの企業と交渉して商標権利を取得し、世界統一名としている。